# Testo argomentativo
Il testo argomentativo è un tipo di testo che ha come obiettivo principale quello di dare sostegno alle tesi formulate dall'autore. La forza delle tesi è illustrata mediante l'esposizione coerente e logica di argomentazioni o ragioni, che hanno come proposito quello di persuadere e/o convincere il lettore in relazione ad un punto di vista determinato e adeguatamente elaborato.
L'argomentazione si riferisce all'esposizione di una serie di ragioni per dimostrare o giustificare qualcosa. Di conseguenza, l'argomentazione di solito non è data nella sua forma pura e di solito è combinata con l'esposizione. Mentre l'esposizione si limita a mostrare, l'argomentazione cerca di dimostrare, convincere o cambiare le idee. Pertanto, in un testo argomentativo, oltre alla funzione appellativa (presente nello sviluppo degli argomenti), la funzione rappresentativa appare nella parte in cui la tesi è esposta.
Oltre alla tesi, è presente anche l'antitesi che sostiene il punto di vista opposto a quello che si sostiene con la tesi. Serve ad evidenziare eventuali falle nel ragionamento e ad esporre obiezioni a quanto si afferma.
Infine è presente la confutazione dell'antitesi (o sintesi): la tesi viene riaffermata dimostrando la debolezza dell'antitesi.
Una vasta gamma di testi, soprattutto scientifici, filosofici, saggi letterari, produzioni politiche e giudiziarie, testi di opinione giornalistica e alcuni messaggi pubblicitari, possono essere considerati testi argomentativi. Nel linguaggio orale, oltre ad apparire frequentemente nelle conversazioni quotidiane (anche se non molto spesso), è la forma dominante nei dibattiti, nei colloqui o nelle tavole rotonde.
I testi argomentativi sono quelli in cui l'intenzione comunicativa principale dello scrittore è quella di offrire la visione soggettiva dell'autore su un certo argomento. L'argomentazione è, per definizione, una procedura persuasiva. A parte tutte le informazioni che possono essere fornite attraverso questi testi (il che implica che c'è quasi sempre anche l'esposizione), c'è implicitamente l'intenzione di convincere il destinatario di ciò che viene esposto.

## Struttura interna del testo argomentativo
Il testo argomentativo è formato da tre parti importanti per conformarsi:
- Una tesi iniziale, dove l'idea fondamentale da difendere deve essere formulata con chiarezza. È molto importante che la tesi sia formulata correttamente, dato che è il nucleo attorno al quale ruota l'argomento che svilupperemo in seguito[3].
- Uno sviluppo argomentativo, dove sono esposte le questioni e le giustificazioni, dove si possono inserire citazioni testuali che serviranno a difendere l'idea fondamentale.
- Una conclusione o una sintesi che porterà alla chiusura del testo argomentativo. Questa è l'ultima parte della nostra argomentazione. Raggruppa un argomento logico ottenuto in precedenza dall'argomento preesistente. È di vitale importanza che questo finale sia coerente con tutti gli argomenti sopra esposti [4].

Come già sottolineato in precedenza, è possibile che una di queste parti sia assente. Per questo motivo, è importante sottolineare che il testo espositivo e il testo argomentativo lavorano insieme nel caso di argomentazione. Poiché un'idea non può essere difesa senza essere stata precedentemente esposta.
Il primo tipo di argomentazione in difesa di una tesi è la sua base. La base è l'argomento che sostiene la possibilità della tesi e che risponde alla domanda sul perché, posta subito dopo la tesi. In relazione alla tesi e alla base è la garanzia, un fatto o un'informazione che sostiene tale collegamento. La garanzia si basa su un back up, un principio o dati documentati intesi come facilmente accettabili da tutti.

## Tipi di argomenti
- Ragionamento logico: Questo argomento consiste nel discutere qualcosa sulle regole della logica e nel parlare chiaramente in modo che il ricevente capisca perfettamente ciò che sta dicendo.

Esempio: Maria è andata a mangiare al ristorante intorno a casa sua e ha avuto la diarrea. Peter è andato a mangiare al ristorante vicino a casa di Maria e gli ha fatto venire la diarrea. Jim è andato a mangiare al ristorante vicino a casa di Maria e gli ha fatto venire la diarrea. Pertanto, il ristorante vicino a casa di Maria causa infezioni allo stomaco. Tesi: Maria è andata a mangiare al ristorante vicino a casa sua e ha avuto la diarrea.
- Ragionamento per analogia: quando si stabilisce una somiglianza tra due diversi concetti, esseri o cose. Ne consegue che ciò che vale per uno è valido per l'altro.

Esempio: Maria e Diego sono studenti con capacità simili. Maria ottiene voti bassi di qualsiasi tipo. Tesi: Anche Diego non ottiene voti alti.
- Ragionamento per generalizzazione: da diversi casi simili si genera una tesi comune, che viene applicata ad un nuovo caso dello stesso tipo.

Esempio: César Vallejo, Ciro Allegria e Mario Vargas Llosa sono eccellenti scrittori. Tutti loro sono peruviani.
Tesi: Gli scrittori peruviani sono eccellenti.
- Segnale o ragionamento sintomatico: Segnali o segnali vengono utilizzati per stabilire l'esistenza di un fenomeno.

Esempio: Maria non è più interessata alle feste, passa molto tempo a casa, legge molti romanzi d'amore. Tesi: Maria è innamorata.
- Ragionamento per causa: si stabilisce un nesso causale tra due fatti che supportano la tesi.

Esempio: la carne di balena è molto ambita. Le balene sono state cacciate indiscriminatamente e, nonostante l'esistenza di leggi di protezione, vengono ancora cacciate. Tesi: Le balene sono in pericolo di estinzione..

## Argomenti emotivo-affettivo
Si rivolge ai sentimenti del pubblico, in particolare ai suoi dubbi, desideri e paure, al fine di commuoverlo e provocare una reazione di simpatia o di rifiuto.
- Uso del criterio di autorità: Si riferisce al parere di esperti sull'argomento o a figure consolidate a sostegno della tesi.
- Argomenti per il concreto: sono utilizzati in esempi familiari agli ascoltatori perché li riguardano direttamente.
- La fiducia del mittente: si fa appello alla fiducia che il mittente stesso ispira e alla credibilità che gli è dovuta.
- Slogan: È una frase che invita all'azione, di solito per acquistare un prodotto o un servizio.
- Risorse di fama: corrisponde all'uso dell'immagine pubblica o della parola di un personaggio molto apprezzato dalla società.
- Feticismo di massa: si basa sull'idea che la maggioranza sceglie la cosa giusta o è giusta.
- Citazione dell'autorità: è la risorsa da cui si introducono nel testo le parole di un altro che è generalmente compreso o competente nell'oggetto del testo. Di solito sono racchiusi tra virgolette (" ").
- Citazione testuale all'ipotesi: queste parole sarebbero state confutate o contro argomentate in seguito.
- Esemplificazione: È la risorsa da cui si ricava un caso concreto e specifico sull'argomento trattato nel testo con l'obiettivo di
- Generalizzazione: È la risorsa da cui si parla in modo globale rispetto a una certa caratteristica.
- Enumerazione: È la risorsa con la quale si danno diversi fatti, aggettivi, sostantivi, tra gli altri da enumerare.
- Opposizione: È la risorsa con cui due o più contrari si oppongono.
- Argomentativo/retorico: è simile all'opposizione, è la risorsa per cui si differenziano due sinonimi.
- Riformulazione: La risorsa con cui l'idea viene spiegata di nuovo usando altre parole.

1. L'argomento analogico: è quello che stabilisce dei parallelismi tra ciò che viene argomentato e un altro fatto, una forma di chiarimento che facilita la sua comprensione da parte dei destinatari. Questo tipo di argomentazione si basa sul rapporto di somiglianza tra due fatti.
2. L'argomento attraverso esempi: Casi particolari come aneddoti, storie, metafore, citazioni letterarie, tra gli altri. Servono per estrarre una regola generale.
3. L'argomento di autorità: si basa sul rispetto che merita una persona di prestigio sociale o intellettuale che ha dato un'opinione sull'argomento oggetto della nostra argomentazione. Ci sono vari modi per esprimere gli argomenti di autorità, direttamente (quando la persona citata ha trattato proprio quell'argomento) o indirettamente o per analogia (l'opinione utilizzata non corrisponde esattamente all'argomento trattato, ma sostiene il problema che stiamo sollevando).
4. L'argomento della presunzione: si basa su idee legate al principio della verosimiglianza.
5. L'argomento della probabilità: Si basa su dati statistici o sul calcolo delle probabilità, e la sua importanza deriva dal fatto di essere sostenuto su basi reali (carattere empirico dell'argomento).
6. L'argomento emotivo-affettivo: si rivolge ai sentimenti del pubblico, in particolare ai suoi dubbi, desideri e paure, per muovere e provocare una reazione di simpatia o di rifiuto.
7. Gli argomenti per il concreto: si usano esempi familiari agli ascoltatori perché li riguardano direttamente.

- Legalizzazione del testo: una volta che il lavoro è finito, deve essere portato ad uno specialista in modo che possa essere legalizzato e pubblicato ad un pubblico.

## Marchi che sostengono l'argomentazione
La lingua utilizza risorse persuasive per far sì che il parlante condivida un certo punto di vista. Essi sostengono la struttura interna dell'argomento.
- Designazioni: espressioni principalmente sostanziali che esprimono chiaramente un punto di vista.
- Qualifiche.
- Connettori argomentativi.